# Скала Коели
Скала Коели (итал. Scala Coeli) је насеље у Италији у округу Козенца, региону Калабрија.
Према процени из 2011. у насељу је живело 906 становника. Насеље се налази на надморској висини од 345 м.

## Становништво
Према резултатима пописа становништва 2011. у општини је живело 1.141 становника.
| 1931. | 1936. | 1951. | 1961. | 1971. | 1981. | 1991. | 2001. | 2011. |
| ----- | ----- | ----- | ----- | ----- | ----- | ----- | ----- | ----- |
| 1.775 | 1.756 | 2.429 | 2.348 | 2.286 | 2.108 | 2.034 | 1.393 | 1.141 |